# Juan VIII de Constantinopla
Juan VIII Xifilinos (en griego: Ἰωάννης Ηʹ Ξιφιλῖνος; c. 1010 - 2 de agosto de 1075), nativo de Trebisonda, fue un intelectual bizantino y patriarca de Constantinopla de 1064-1075. Fue el tío de Juan Xifphilino. Se le considera "un innovador en el campo de la metodología de la investigación jurisprudencial."

## Biografía
John Xiphilinos nació en Trebisonda. Cursó estudios en la Universidad de Constantinopla y, finalmente, se convirtió en nomophylax de su facultad de Derecho. Más tarde se convirtió en monje y finalmente fue seleccionado por el emperador Constantino X (1059–67) para suceder a Constantino Leichoudes.
En 1072, Juan VIII presidió una asamblea de metropolitanos y arzobispos en el oratorio de San Alejo, en el que se discutió la cuestión de la elección de los obispos para las sedes vacantes. Michael Keroularios había prohibido a los metropolitanos que residían en Constantinopla participar en tales elecciones. Juan, sin embargo, reconoció que los metropolitanos a veces tenían que permanecer por un largo período en la capital debido a asuntos eclesiásticos o enfermedades. La asamblea con el consentimiento de Juan decretó que los metropolitanos que le notificaran anticipadamente su intención podrían votar mientras residieran en Constantinopla. Después de su muerte, sus restos fueron enterrados en el monasterio de Angourion el 2 de agosto de 1075.
Uno de los principales intelectuales bizantinos de su época y líder de estudios legales, Xiphilinos fue exiliado, se convirtió en monje y luego se convirtió en Patriarca Ecuménico.
Juan VIII también escribió una hagiografía de San Eugenio de Trebisonda.

## Día festivo
Juan VIII ha sido canonizado en la Iglesia ortodoxa Oriental y su fiesta se celebra el 30 de agosto.